# Darmozjad polski
Darmozjad polski – polski film obyczajowy z 1998 roku. Muzyka Antoni Gralak. Muzyka z filmu ukazała się na płycie Darmozjad grupy Graal.

## Obsada
- Adam Hutyra – Juliś
- Jan Peszek – Juliusz
- Anna Samusionek – Zosia
- Ewa Kula – matka
- Janusz Michałowski – ojciec
- Andrzej Iwiński – wuj
- Adam Baumann – zawiadowca
- Sławomir Orzechowski – tajniak
- Michał Kula – personalny
- Elżbieta Jabłonka – pielęgniarka
- Andrzej Kozak – Pukawa, nowy dyrektor
- Paweł Burczyk – Gwóźdź
- Zbigniew Zamachowski – Szwed
- Agnieszka Wosińska – Jola
- Jacek Różański – proboszcz
- Marek Perepeczko – śpiewający
- Ewa Konstancja Bułhak – Monika